# Molen van Mossevelde

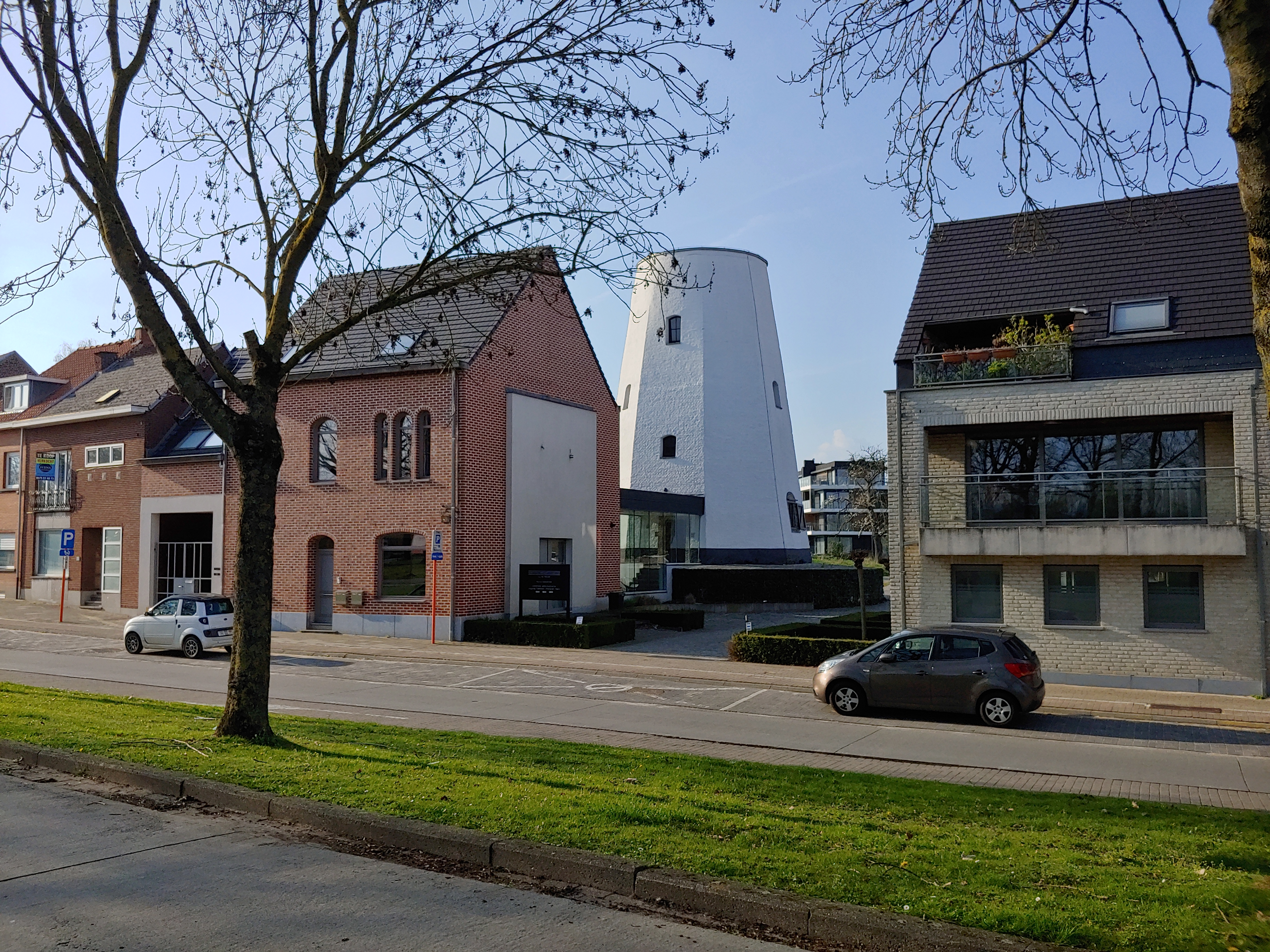
De van Mossevelde molen in 2023.

De Molen van Mossevelde is een windmolenrestant in de Oost-Vlaamse plaats Aalst, gelegen aan de Merestraat 131.

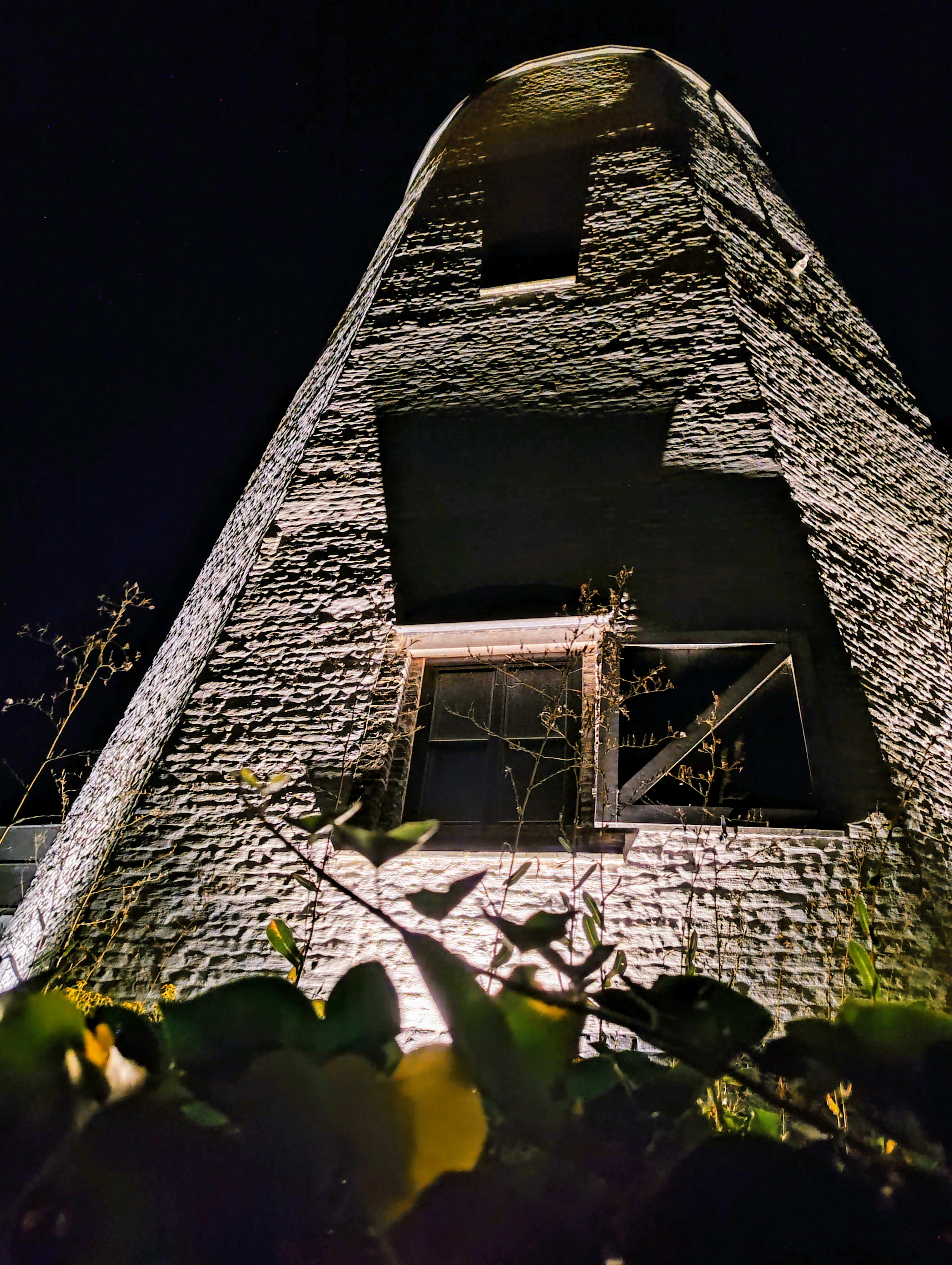
De molen 's nachts in 2024.

Deze achtkante stenen stellingmolen fungeerde als oliemolen, schorsmolen en korenmolen.

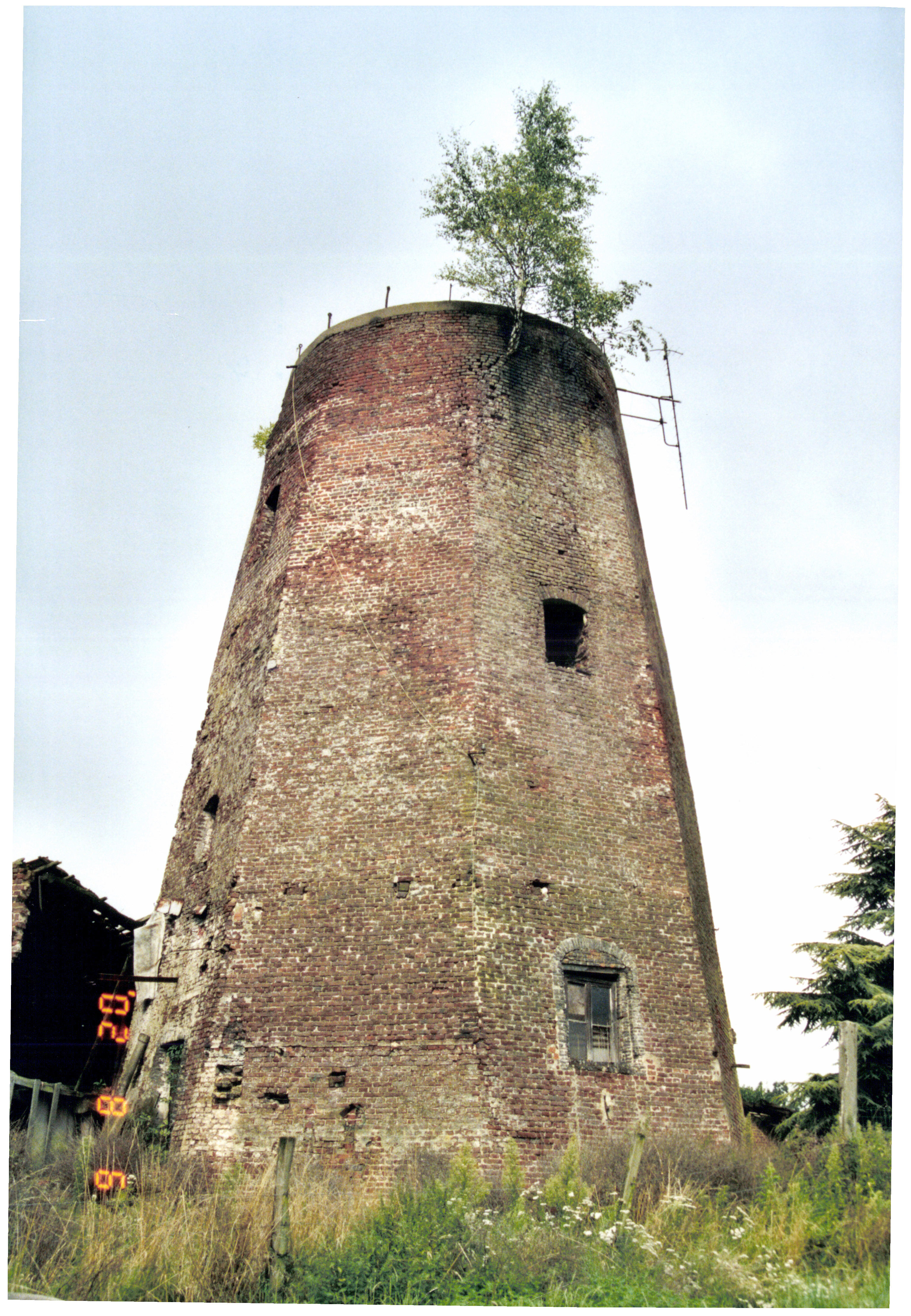
Molen van Mossevelde in 2002, voor de restauratie

## Geschiedenis
De molen werd gebouwd in 1758 als hollandschen steenen olie wint meulen. Vanaf 1877 werd de molen ook als schorsmolen en korenmolen ingezet. Ook werd er wel snuif en kurk gemalen.
Er stonden nog twee andere windmolens op de Siesegemkouter en de molenaars vreesden concurrentie als de molen ook koren ging malen. Dit gebeurde echter toch, maar de maalinrichting, aangedreven door de molen, stond in een afzonderlijk gebouwtje, wat toegestaan werd. In de molen werd immers geen graan gemalen.
In 1873 werd een stoommachine geplaatst. In 1890 kwam er een korenmaalderij op stoomkracht.
Meermalen werd de molen door brand getroffen, met name in 1890, 1910 en 1915. Na het laatste jaar werd er niet meer op de wind gemalen. Men maalde verder met stoom en nog later met een gasmotor. In 1947 stopte ook dit bedrijf. In 2004 werd de molen beschermd als monument.

## Heden
De molenromp werd in 2012 aangekocht door een deurwaarder die de romp integreerde in zijn kantoor. In 2016-2018 werd de romp gerestaureerd waarbij veel van de inrichting werd behouden.
De romp is een zeldzaam vroeg geval in de ontwikkeling naar de ronde stenen molen. Daarnaast is het merkwaardig dat deze romp zich in stedelijk gebied bevindt.

## Galerij

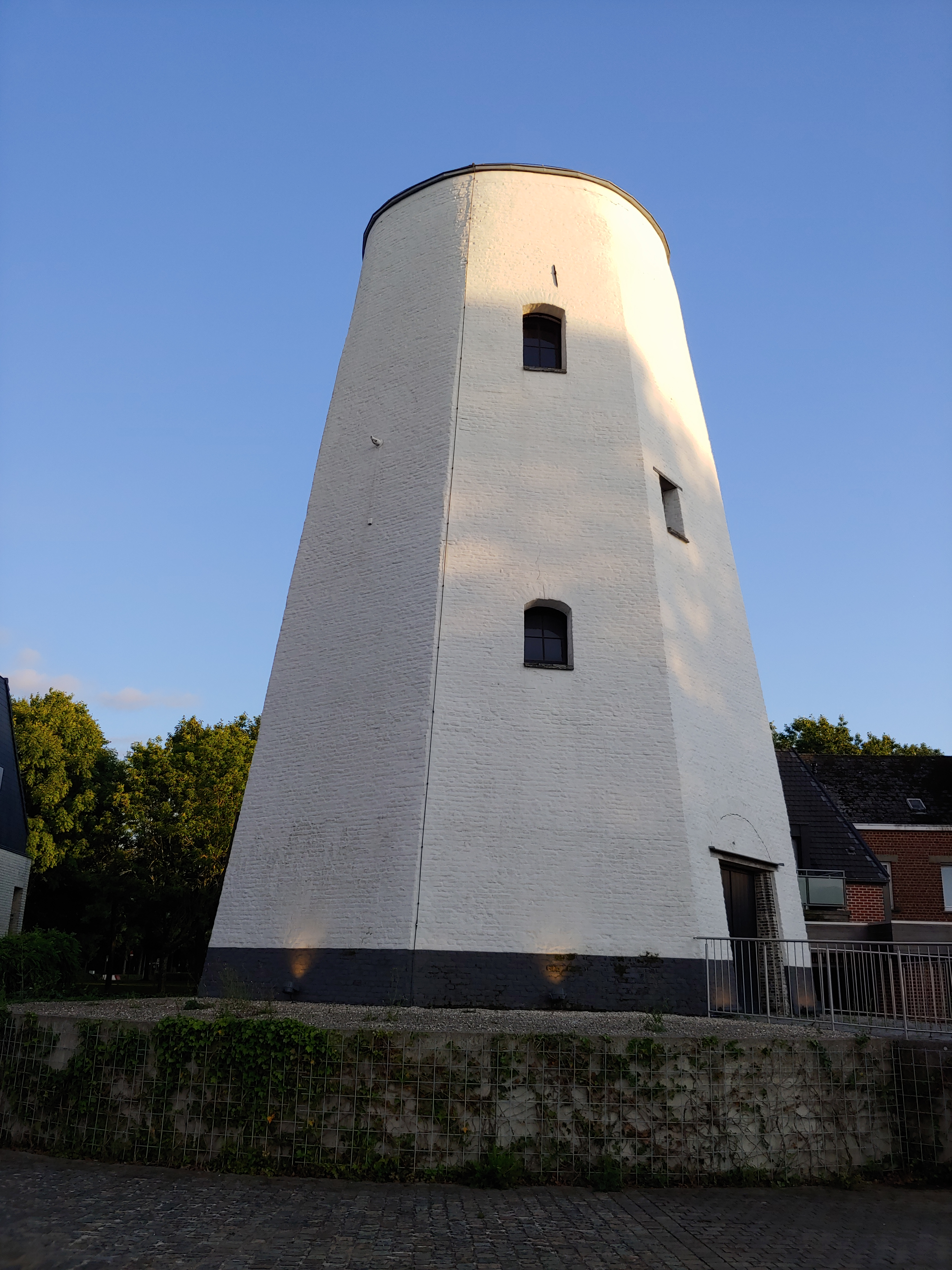
De Molen van Mossevelde, 4 augustus, 2023.
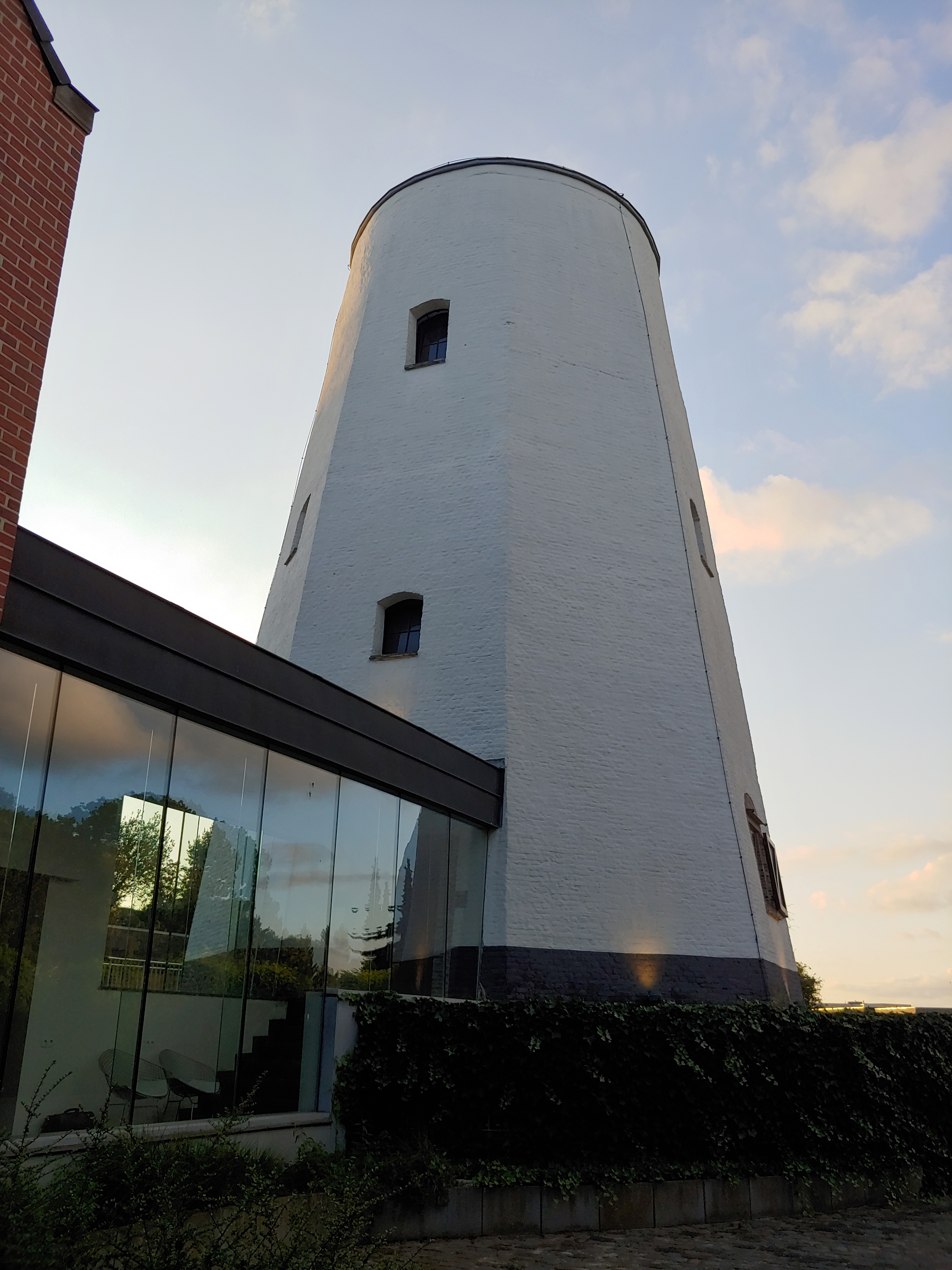
Molen van Mossevelde, 2023.
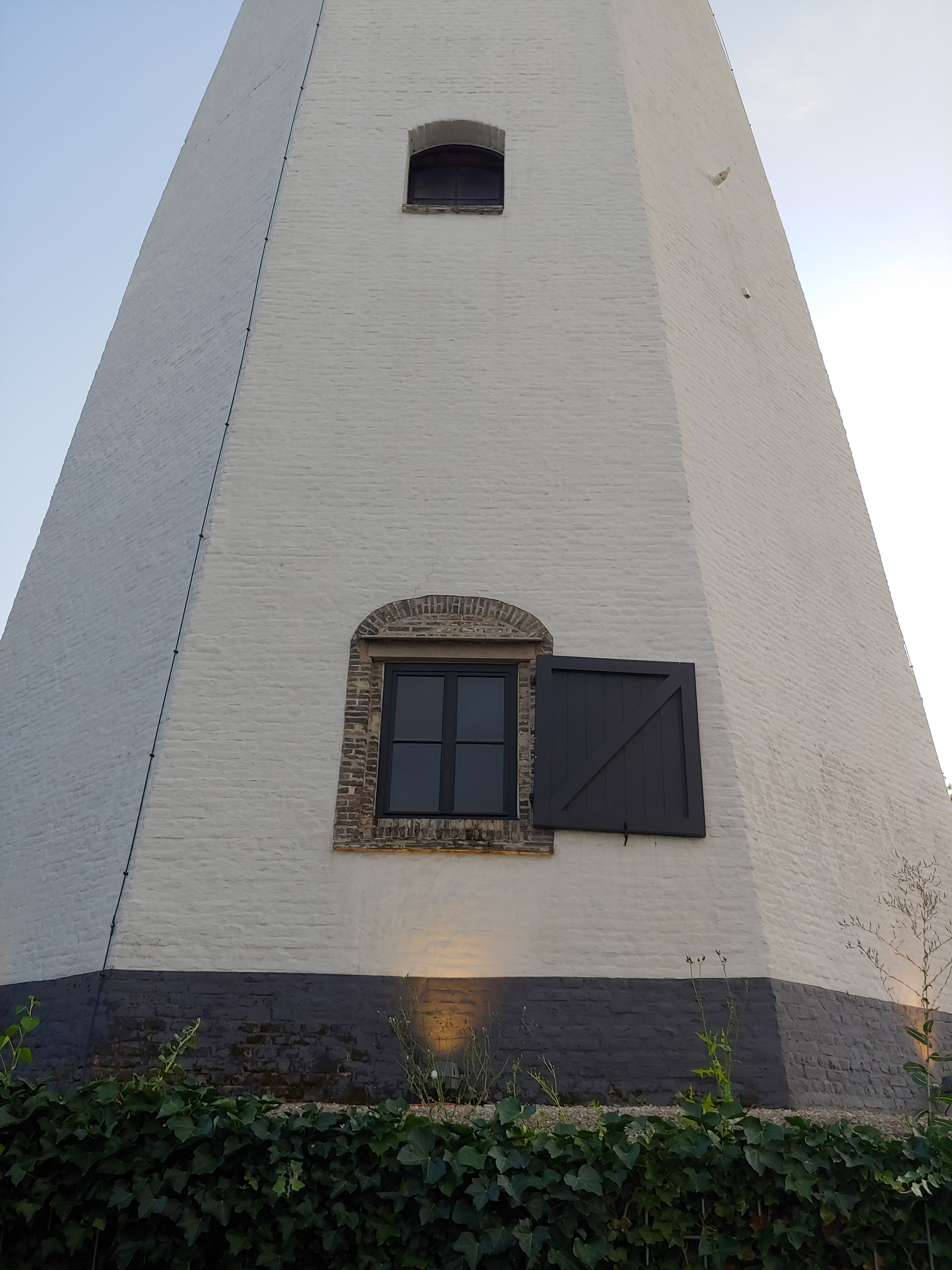
Detail: Molen van Mossevelde.
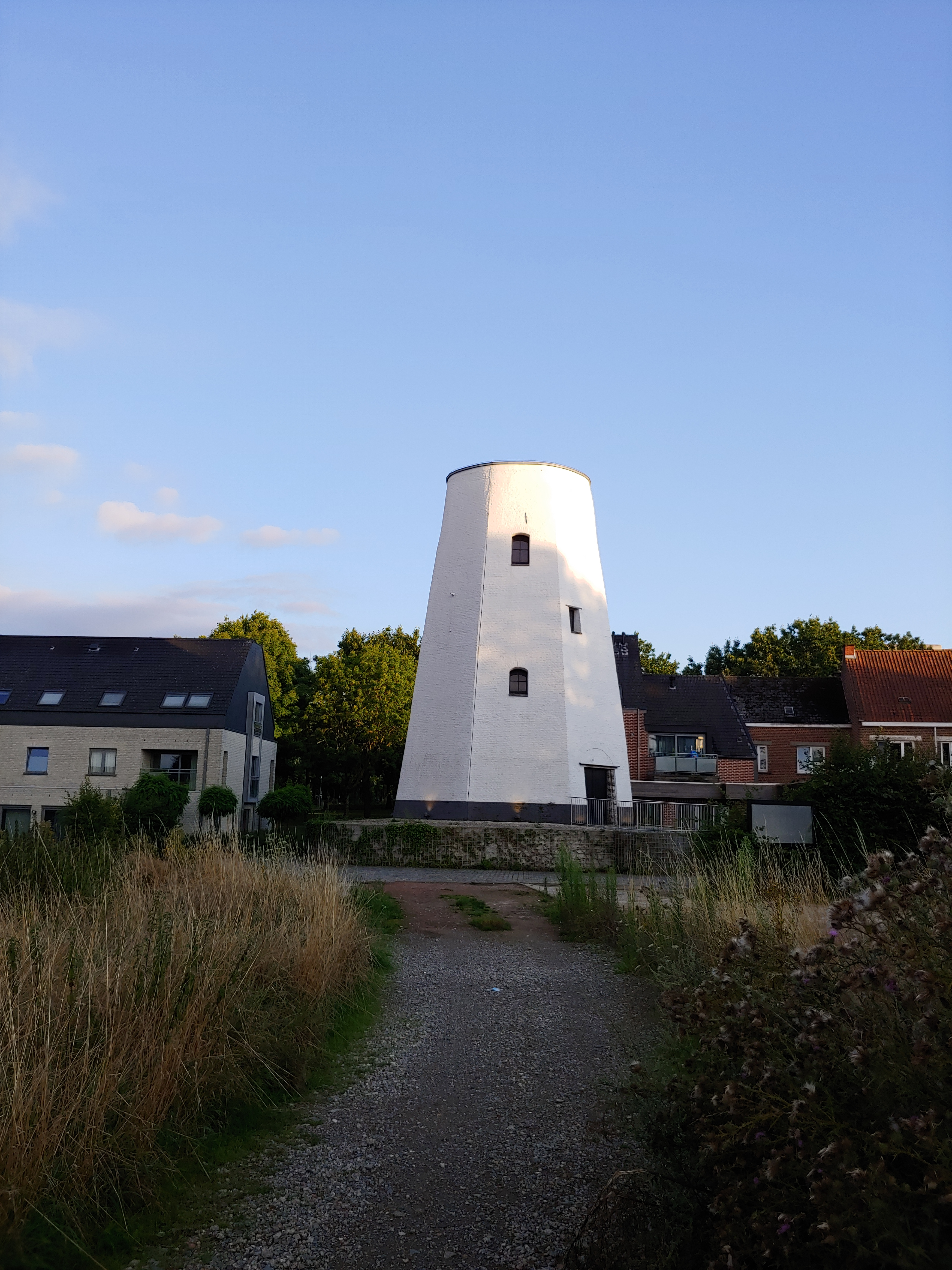
Op een afstand, 2023
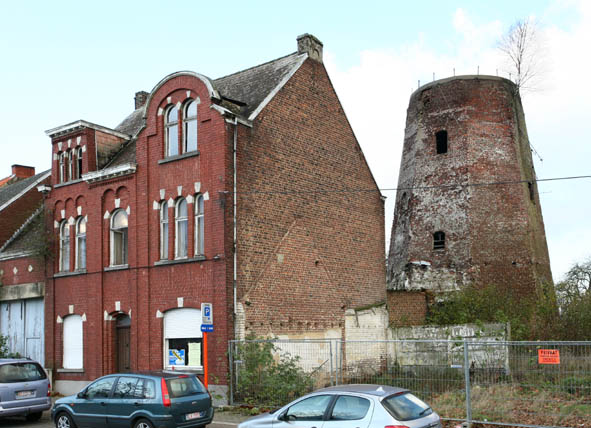
In 2008, voor de restauratie van de molen.
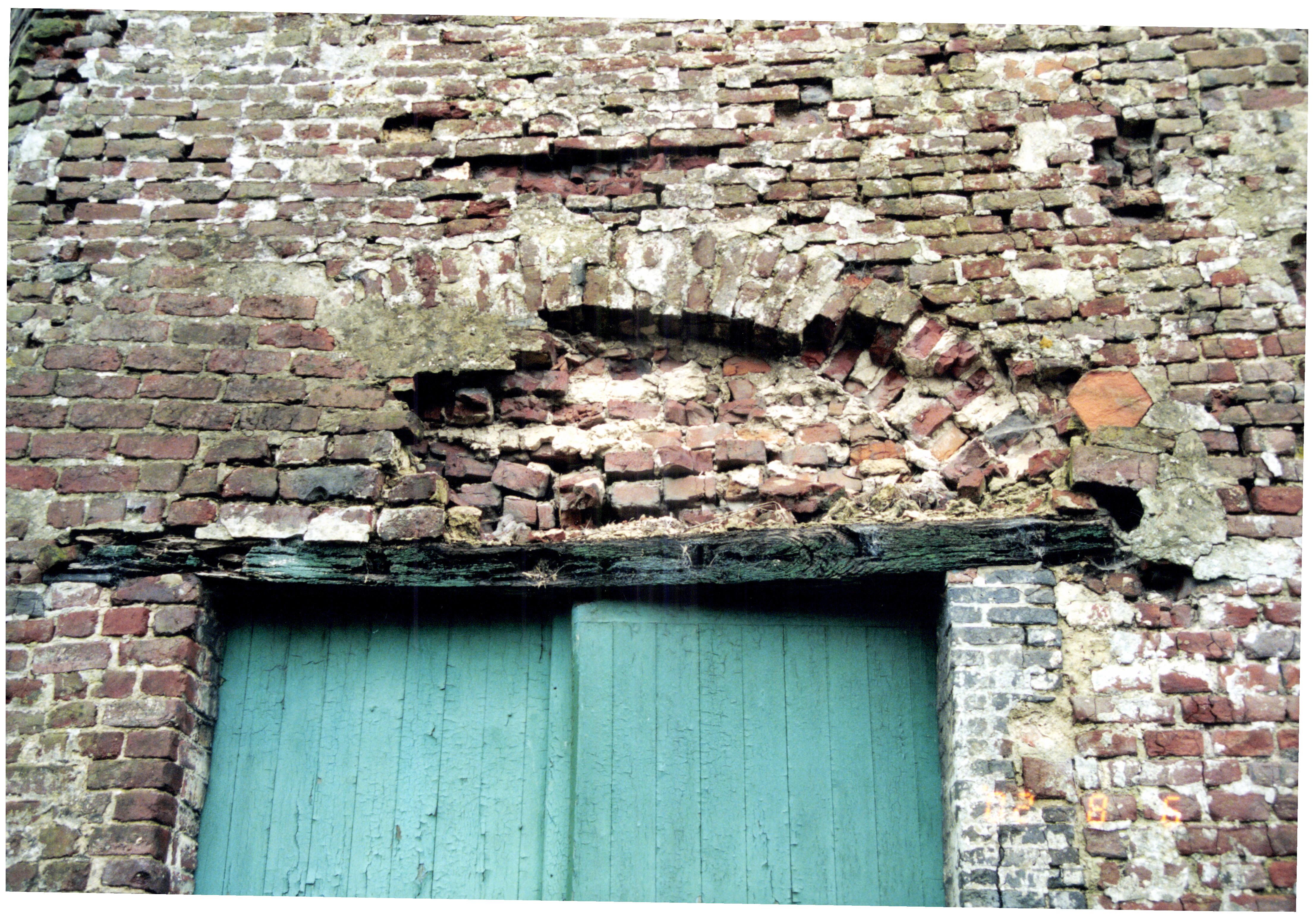
Detail, 2002
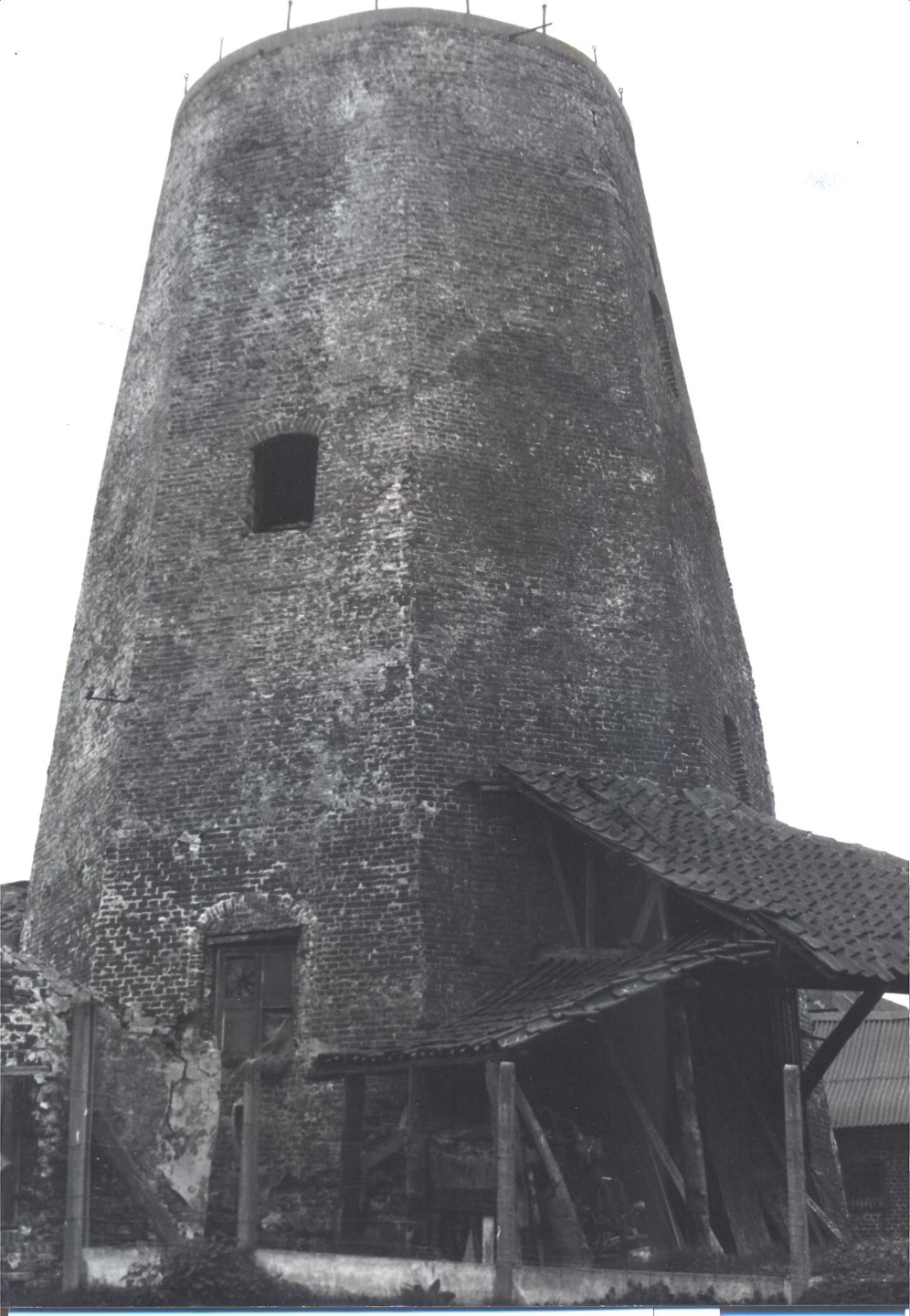
De molen in 1978.
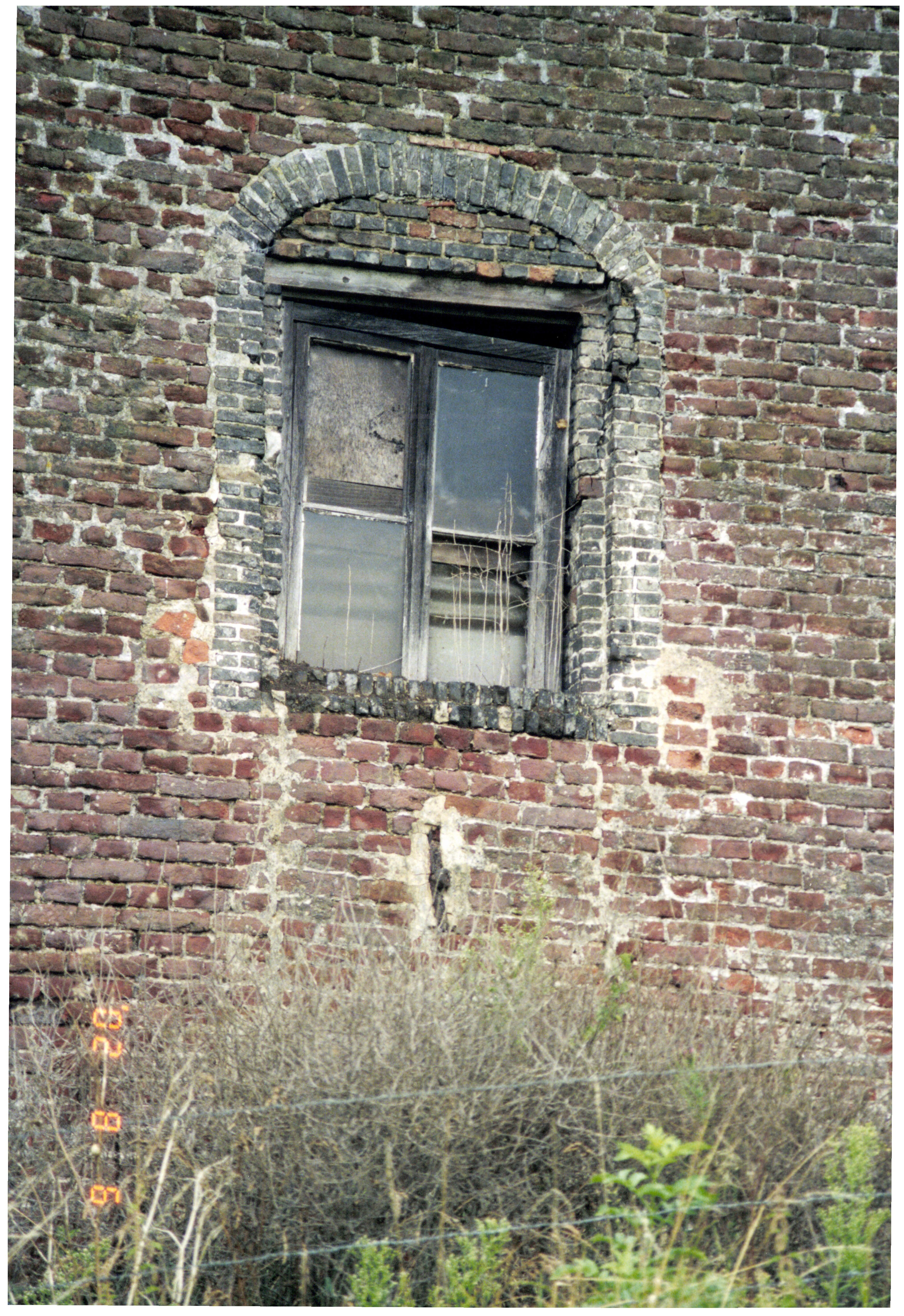
Detail van een ruit, 2002.
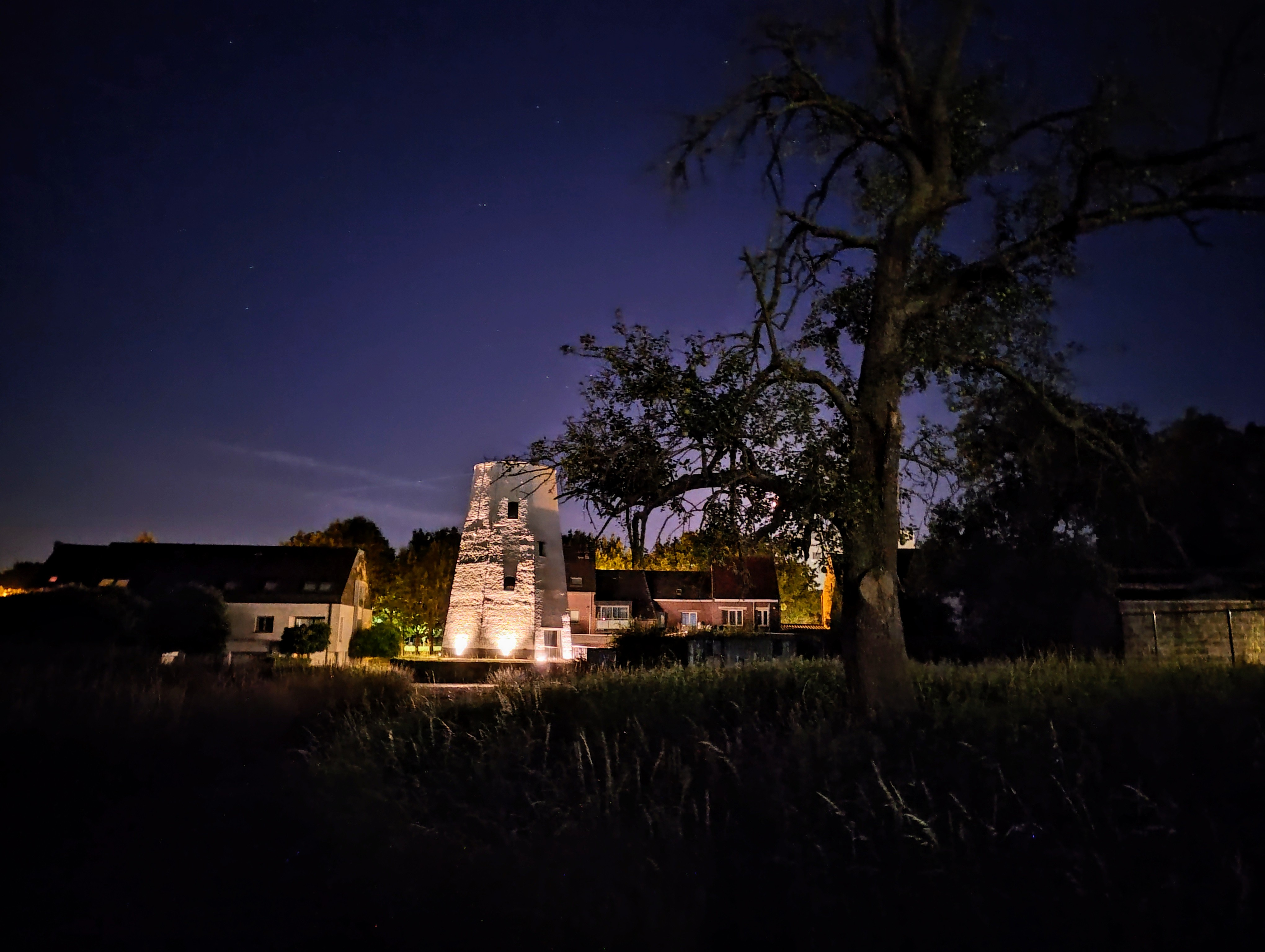
De molen 's nachts in 2024.
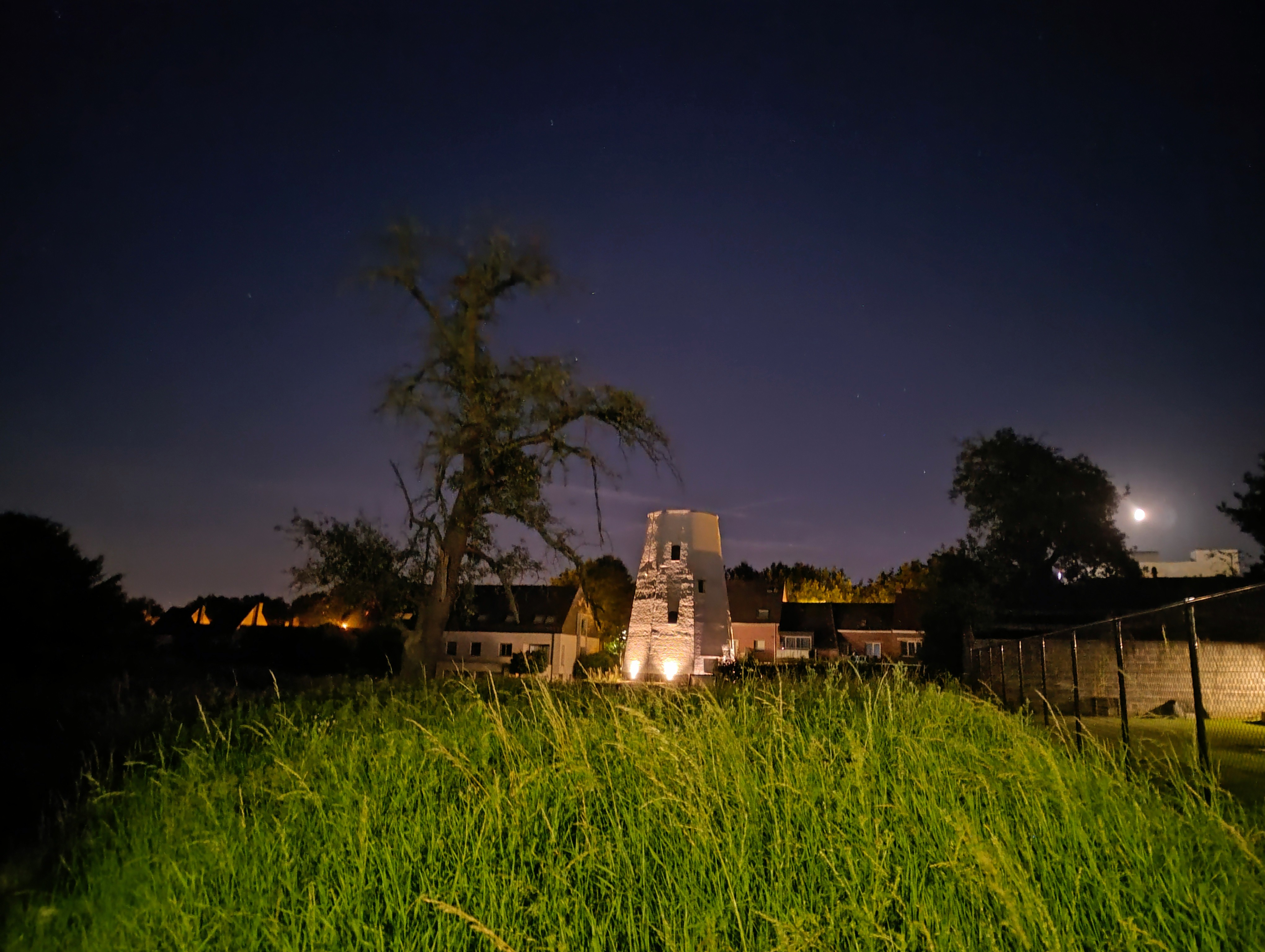
De molen 's nachts in 2024.
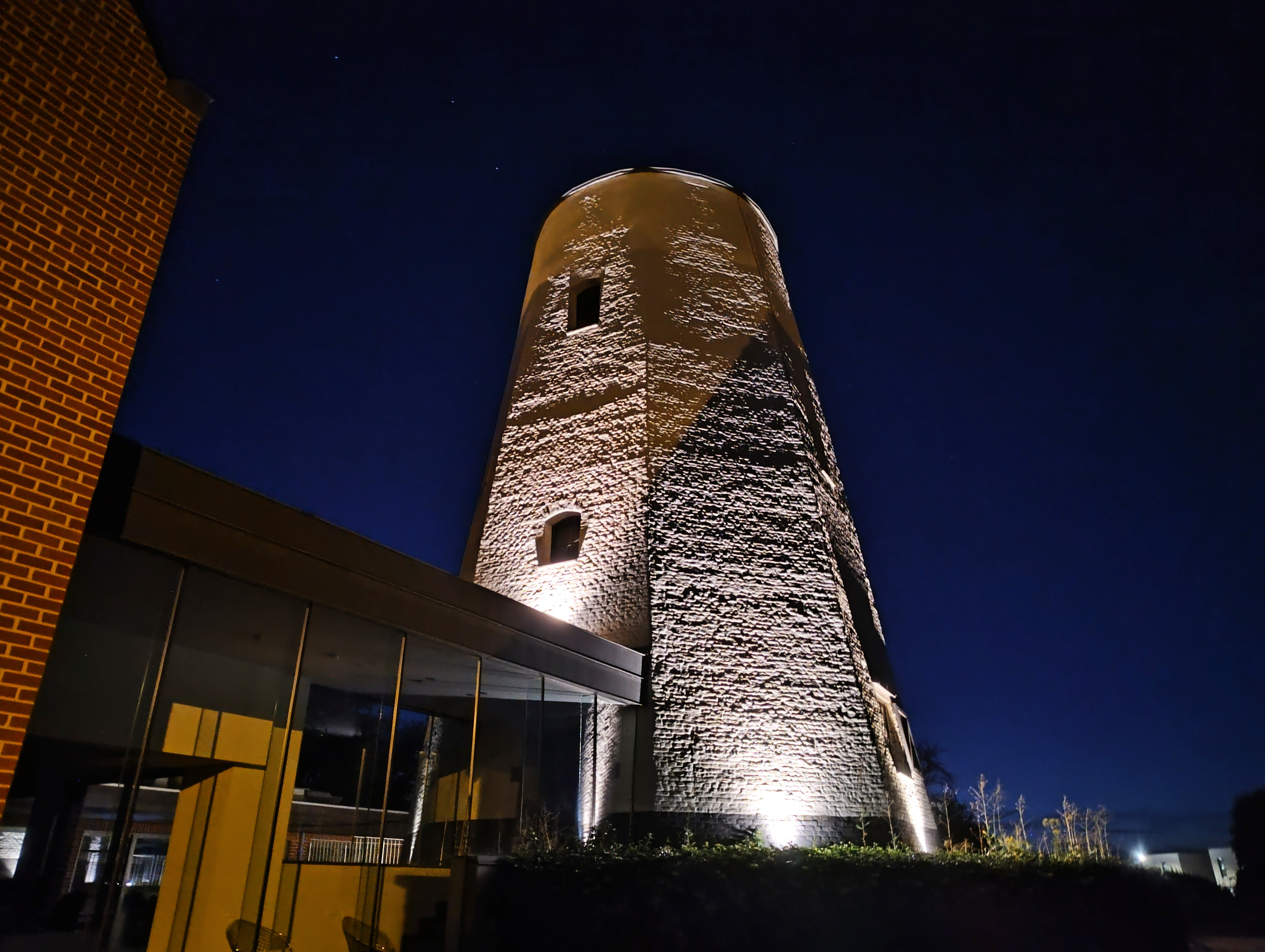
De molen 's nachts in 2024.
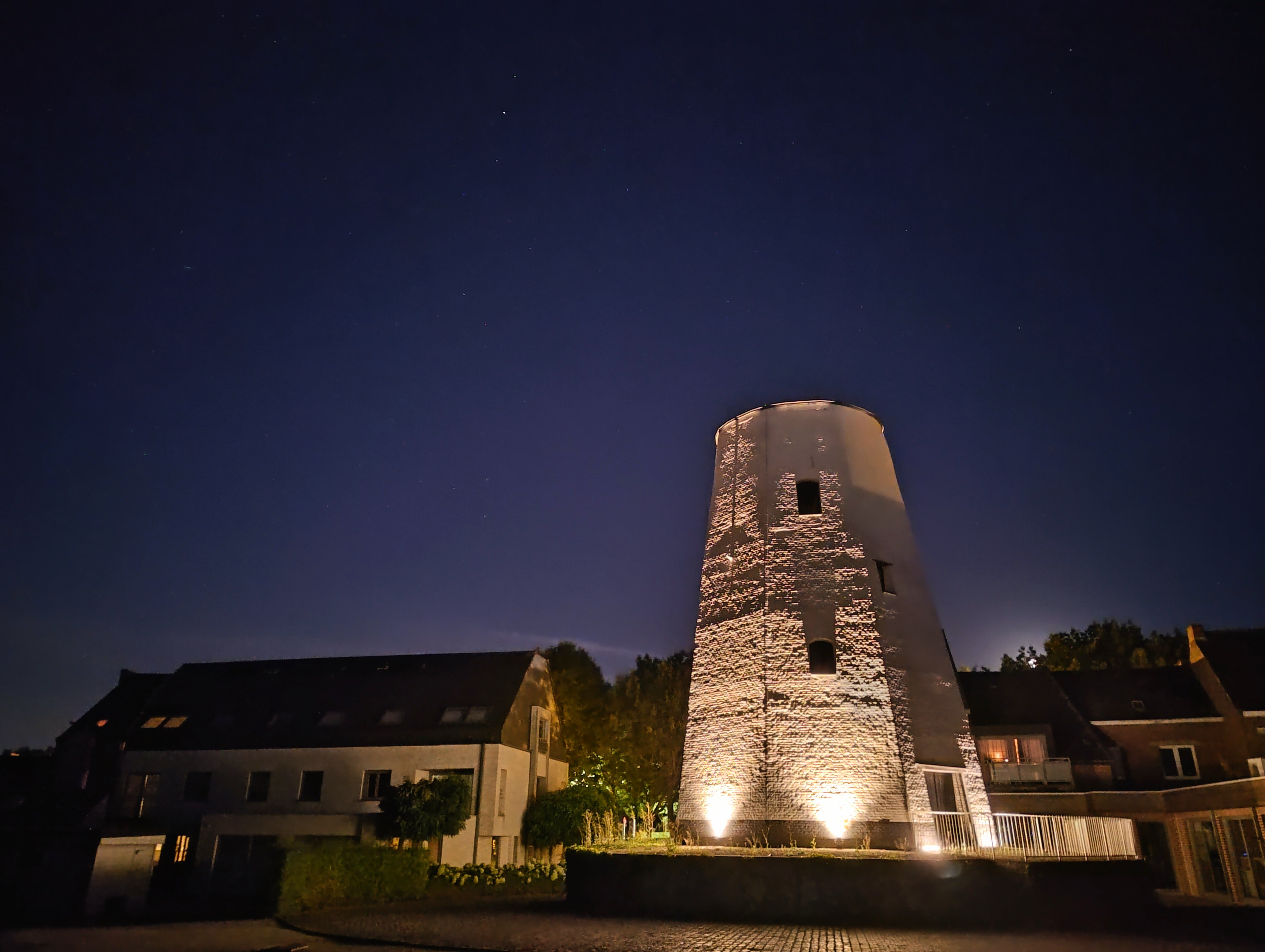
De molen 's nachts in 2024.
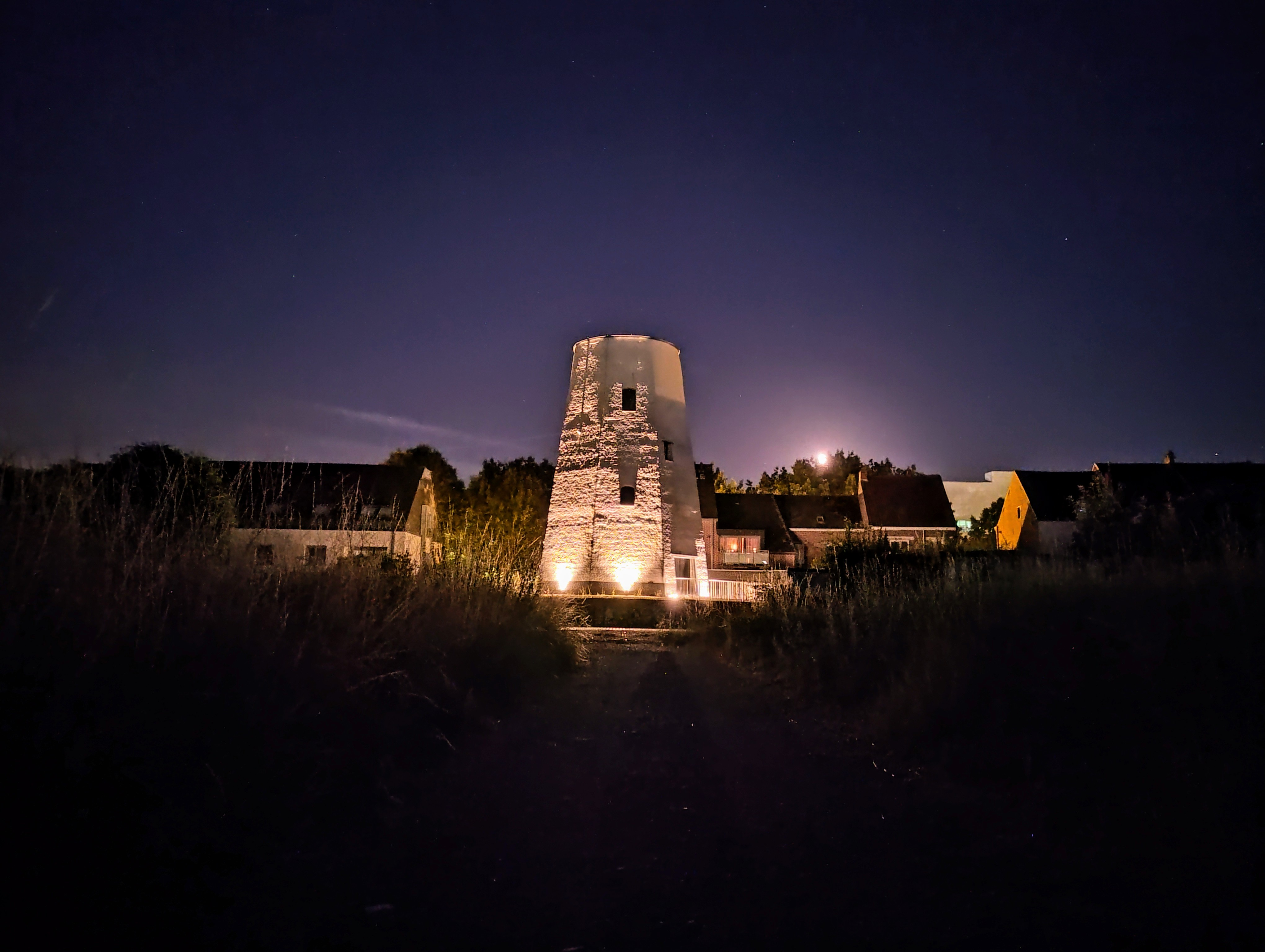
De molen 's nachts in 2024.

- Inventaris van het Bouwkundig Erfgoed (Vlaanderen): 159